# Campeonato de la NFC
El Campeonato de la NFC (en inglés: NFC Championship Game) es un partido de fútbol americano disputado cada año para determinar al campeón de la Conferencia Nacional (NFC) de la National Football League (NFL). El ganador recibe el trofeo George Halas y se enfrenta en el Super Bowl o Supertazón al ganador del Campeonato de la AFC
El juego empezó a realizarse en 1970 después de la fusión entre la NFL y la American Football League. La NFC estaba formada por 13 equipos de la NFL.

## Estructura de las eliminatorias
Al final de cada temporada regular una serie de partidos eliminatorios incluye a los 7 mejores equipos de la NFC, los 4 campeones divisionales y los 3 comodines. Los dos mejores juegan el partido por el campeonato.
Desde la temporada 1975, la sede del partido de Campeonato de la NFC se otorga al finalista que haya conseguido el mejor registro de victorias durante la temporada regular. Así mismo, un equipo comodín no podrá ser local a menos que los dos finalistas sean comodines.

## Campeones
| Temporada | Campeón                  | Marcador | Subcampeón                | Ciudad           | Estadio                       |
| --------- | ------------------------ | -------- | ------------------------- | ---------------- | ----------------------------- |
| 1970-71   | Dallas Cowboys           | 17 - 10  | San Francisco 49ers       | San Francisco    | Kezar Stadium                 |
| 1971-72   | Dallas Cowboys (2)       | 14 - 3   | San Francisco 49ers (2)   | Irving           | Texas Stadium                 |
| 1972-73   | Washington Redskins      | 26 - 3   | Dallas Cowboys            | Washington D. C. | RFK Stadium                   |
| 1973-74   | Minnesota Vikings        | 27 - 10  | Dallas Cowboys (2)        | Irving           | Texas Stadium                 |
| 1974-75   | Minnesota Vikings (2)    | 14 - 10  | Los Angeles Rams          | Bloomington      | Metropolitan Stadium          |
| 1975-76   | Dallas Cowboys (3)       | 37 - 7   | Los Angeles Rams (2)      | Los Ángeles      | Los Angeles Memorial Coliseum |
| 1976-77   | Minnesota Vikings (3)    | 24 - 13  | Los Angeles Rams (3)      | Bloomington      | Metropolitan Stadium          |
| 1977-78   | Dallas Cowboys (4)       | 23 - 6   | Minnesota Vikings         | Irving           | Texas Stadium                 |
| 1978-79   | Dallas Cowboys (5)       | 28 - 0   | Los Angeles Rams (4)      | Los Ángeles      | Los Angeles Memorial Coliseum |
| 1979-80   | Los Angeles Rams         | 9 - 0    | Tampa Bay Buccaneers      | Tampa            | Tampa Stadium                 |
| 1980-81   | Philadelphia Eagles      | 20 - 7   | Dallas Cowboys (3)        | Filadelfia       | Veterans Stadium              |
| 1981-82   | San Francisco 49ers      | 28 - 27  | Dallas Cowboys (4)        | San Francisco    | Candlestick Park              |
| 1982-83   | Washington Redskins (2)  | 31 - 17  | Dallas Cowboys (5)        | Washington D. C. | RFK Stadium                   |
| 1983-84   | Washington Redskins (3)  | 24 - 21  | San Francisco 49ers (3)   | Washington D. C. | RFK Stadium                   |
| 1984-85   | San Francisco 49ers (2)  | 23 - 0   | Chicago Bears             | San Francisco    | Candlestick Park              |
| 1985-86   | Chicago Bears            | 24 - 0   | Los Angeles Rams (5)      | Chicago          | Soldier Field                 |
| 1986-87   | New York Giants          | 17 - 0   | Washington Redskins       | East Rutherford  | Giants Stadium                |
| 1987-88   | Washington Redskins (4)  | 17 - 10  | Minnesota Vikings (2)     | Washington D. C. | RFK Stadium                   |
| 1988-89   | San Francisco 49ers (3)  | 28 - 3   | Chicago Bears (2)         | Chicago          | Soldier Field                 |
| 1989-90   | San Francisco 49ers (4)  | 30 - 3   | Los Angeles Rams (6)      | San Francisco    | Candlestick Park              |
| 1990-91   | New York Giants (2)      | 15 - 13  | San Francisco 49ers (4)   | San Francisco    | Candlestick Park              |
| 1991-92   | Washington Redskins (5)  | 41 - 10  | Detroit Lions             | Washington D. C. | RFK Stadium                   |
| 1992-93   | Dallas Cowboys (6)       | 30 - 20  | San Francisco 49ers (5)   | San Francisco    | Candlestick Park              |
| 1993-94   | Dallas Cowboys (7)       | 38 - 21  | San Francisco 49ers (6)   | Irving           | Texas Stadium                 |
| 1994-95   | San Francisco 49ers (5)  | 38 - 28  | Dallas Cowboys (6)        | San Francisco    | Candlestick Park              |
| 1995-96   | Dallas Cowboys (8)       | 38 - 27  | Green Bay Packers         | Irving           | Texas Stadium                 |
| 1996-97   | Green Bay Packers        | 30 - 13  | Carolina Panthers         | Green Bay        | Lambeau Field                 |
| 1997-98   | Green Bay Packers (2)    | 23 - 10  | San Francisco 49ers (7)   | San Francisco    | 3Com Park                     |
| 1998-99   | Atlanta Falcons          | 30 - 27  | Minnesota Vikings (3)     | Minneapolis      | Hubert H. Humphrey Metrodome  |
| 1999-00   | St. Louis Rams (2)       | 11 - 6   | Tampa Bay Buccaneers (2)  | San Luis         | Trans World Dome              |
| 2000-01   | New York Giants (3)      | 41 - 0   | Minnesota Vikings (4)     | East Rutherford  | Giants Stadium                |
| 2001-02   | St. Louis Rams (3)       | 29 - 24  | Philadelphia Eagles       | San Luis         | Edward Jones Dome             |
| 2002-03   | Tampa Bay Buccaneers     | 27 - 10  | Philadelphia Eagles (2)   | Filadelfia       | Veterans Stadium              |
| 2003-04   | Carolina Panthers        | 14 - 3   | Philadelphia Eagles (3)   | Filadelfia       | Lincoln Financial Field       |
| 2004-05   | Philadelphia Eagles (2)  | 27 - 10  | Atlanta Falcons           | Filadelfia       | Lincoln Financial Field       |
| 2005-06   | Seattle Seahawks         | 34 - 14  | Carolina Panthers (2)     | Seattle          | Qwest Field                   |
| 2006-07   | Chicago Bears (2)        | 39 - 14  | New Orleans Saints        | Chicago          | Soldier Field                 |
| 2007-08   | New York Giants (4)      | 23 - 20  | Green Bay Packers (2)     | Green Bay        | Lambeau Field                 |
| 2008-09   | Arizona Cardinals        | 32 - 25  | Philadelphia Eagles (4)   | Glendale         | University of Phoenix Stadium |
| 2009-10   | New Orleans Saints       | 31 - 28  | Minnesota Vikings (5)     | Nueva Orleans    | Louisiana Superdome           |
| 2010-11   | Green Bay Packers (3)    | 21 - 14  | Chicago Bears (3)         | Chicago          | Soldier Field                 |
| 2011-12   | New York Giants (5)      | 20 - 17  | San Francisco 49ers (8)   | San Francisco    | Candlestick Park              |
| 2012-13   | San Francisco 49ers (6)  | 28 - 24  | Atlanta Falcons (2)       | Atlanta          | Georgia Dome                  |
| 2013-14   | Seattle Seahawks (2)     | 23 - 17  | San Francisco 49ers (9)   | Seattle          | CenturyLink Field             |
| 2014-15   | Seattle Seahawks (3)     | 28 - 22  | Green Bay Packers (3)     | Seattle          | CenturyLink Field             |
| 2015-16   | Carolina Panthers (2)    | 49 - 15  | Arizona Cardinals         | Charlotte        | Bank of America Stadium       |
| 2016-17   | Atlanta Falcons (2)      | 44 - 21  | Green Bay Packers (4)     | Atlanta          | Georgia Dome                  |
| 2017-18   | Philadelphia Eagles (3)  | 38 - 7   | Minnesota Vikings (6)     | Filadelfia       | Lincoln Financial Field       |
| 2018-19   | Los Angeles Rams (4)     | 26 - 23  | New Orleans Saints (2)    | Nueva Orleans    | Mercedes-Benz Superdome       |
| 2019-20   | San Francisco 49ers (7)  | 37 - 20  | Green Bay Packers (5)     | Santa Clara      | Levi's Stadium                |
| 2020-21   | Tampa Bay Buccaneers (2) | 31 - 26  | Green Bay Packers (6)     | Green Bay        | Lambeau Field                 |
| 2021-22   | Los Angeles Rams (5)     | 20 - 17  | San Francisco 49ers (10)  | Inglewood        | SoFi Stadium                  |
| 2022-23   | Philadelphia Eagles (4)  | 31 - 7   | San Francisco 49ers (11)  | Filadelfia       | Lincoln Financial Field       |
| 2023-24   | San Francisco 49ers (8)  | 34 - 31  | Detroit Lions (2)         | Santa Clara      | Levi's Stadium                |
| 2024-25   | Philadelphia Eagles (5)  | 55 - 23  | Washington Commanders (2) | Filadelfia       | Lincoln Financial Field       |

## Apariciones en el Campeonato de la NFC desde 1970
Estadísticas actualizadas hasta la temporada 2024.
| Cant. | Equipo                     | Victorias | Derrotas | PCT   | Último campeonato | Última aparición |
| ----- | -------------------------- | --------- | -------- | ----- | ----------------- | ---------------- |
| 19    | San Francisco 49ers        | 8         | 11       | .421  | 2023              | 2023             |
| 14    | Dallas Cowboys             | 8         | 6        | .571  | 1995              | 1995             |
| 11    | St. Louis/Los Angeles Rams | 5         | 6        | .454  | 2021              | 2021             |
| 11    | Green Bay Packers          | 5         | 6        | .454  | 2010              | 2020             |
| 10    | Minnesota Vikings          | 4         | 6        | .400  | 1976              | 2017             |
| 9     | Philadelphia Eagles        | 5         | 4        | .556  | 2024              | 2024             |
| 7     | Washington Commanders      | 5         | 2        | .714  | 1991              | 2024             |
| 5     | New York Giants            | 5         | 0        | 1.000 | 2011              | 2011             |
| 5     | Chicago Bears              | 2         | 3        | .400  | 2006              | 2010             |
| 4     | Carolina Panthers          | 2         | 2        | .500  | 2015              | 2015             |
| 4     | Atlanta Falcons            | 2         | 2        | .500  | 2016              | 2016             |
| 4     | Tampa Bay Buccaneers       | 2         | 2        | .500  | 2020              | 2020             |
| 3     | Seattle Seahawks           | 3         | 0        | 1.000 | 2014              | 2014             |
| 3     | New Orleans Saints         | 1         | 2        | .333  | 2009              | 2018             |
| 2     | Arizona Cardinals          | 1         | 1        | .500  | 2008              | 2015             |
| 2     | Detroit Lions              | 0         | 2        | .000  | —                 | 2023             |